# Самуйан
Самуйа́н (фр. Samouillan, окс. Selèrm) — коммуна во Франции, находится в регионе Юг — Пиренеи. Департамент — Верхняя Гаронна. Входит в состав кантона Ориньяк. Округ коммуны — Сен-Годенс.
Код INSEE коммуны — 31529.

## География
Коммуна расположена приблизительно в 640 км к югу от Парижа, в 60 км к юго-западу от Тулузы.

## Климат
Климат умеренно-океанический. Зима мягкая и снежная, весна характеризуется сильными дождями и грозами, лето сухое и жаркое, осень солнечная. Преобладают сильные юго-восточные и северо-западные ветры.

## Население
Население коммуны на 2010 год составляло 126 человек.
| 1962 | 1968 | 1975 | 1982 | 1990 | 1999 | 2010 |
| ---- | ---- | ---- | ---- | ---- | ---- | ---- |
| 166  | 154  | 130  | 124  | 99   | 108  | 126  |

## Администрация
| Период | Период | Фамилия         | Партия | Примечания |
| ------ | ------ | --------------- | ------ | ---------- |
| 2001   | 2008   | Жан-Поль Дангла |        |            |
| 2008   | 2020   | Мишель Шретьен  |        |            |

## Экономика
В 2010 году среди 80 человек трудоспособного возраста (15—64 лет) 50 были экономически активными, 30 — неактивными (показатель активности — 62,5 %, в 1999 году было 67,8 %). Из 50 активных жителей работали 45 человек (26 мужчин и 19 женщин), безработных было 5 (2 мужчин и 3 женщины). Среди 30 неактивных 7 человек были учениками или студентами, 13 — пенсионерами, 10 были неактивными по другим причинам.

## Достопримечательности
- Церковь XIII века. Исторический памятник с 1952 года[4]

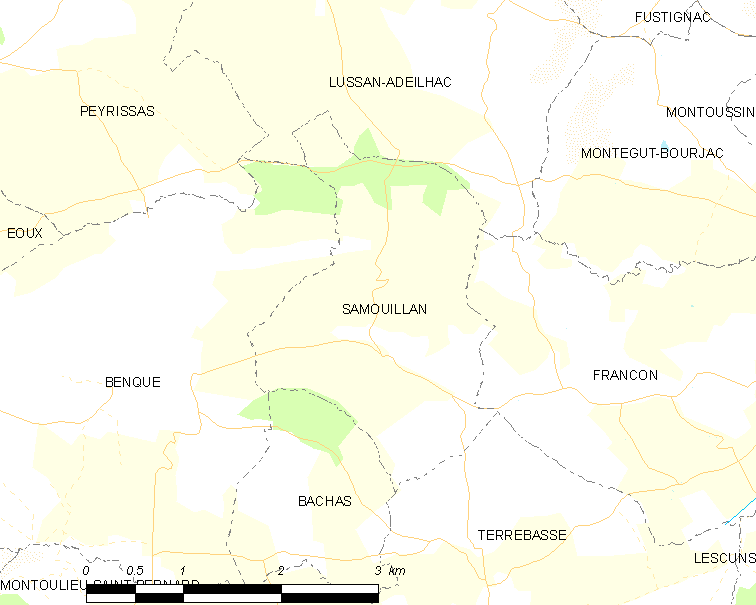
Карта коммуны